# Who's Missing
Who's Missing es un álbum recopilatorio del grupo británico The Who, publicado por la compañía discográfica MCA Records en noviembre de 1985. El álbum incluyó rarezas y canciones previamente inéditas del grupo, con notas escritas por el propio Pete Townshend. Su segunda parte, Two's Missing, fue publicada en abril de 1987.
En diciembre de 2011, Who's Missing fue reeditado en Japón con varios temas extra procedentes de un disco extra anteriormente publicado con Then and Now! 1964-2004.

## Lista de canciones
| Cara A |                                                      |          |  |
| N.º    | Título                                               | Duración |  |
| 1.     | «Shout and Shimmy» (James Brown)                     | 3:18     |  |
| 2.     | «Leaving Here» (Holland-Dozier-Holland)              | 2:50     |  |
| 3.     | «Anytime You Want Me» (Jerry Ragovoy, Garnet Mimms)  | 2:36     |  |
| 4.     | «Lubie (Come Back Home)» (Paul Revere, Mark Lindsay) | 3:40     |  |
| 5.     | «Barbara Ann» (Fred Fassert)                         | 2:01     |  |
| 6.     | «I'm a Boy» (Pete Townshend)                         | 2:38     |  |

| Cara B |                                                  |          |  |
| N.º    | Título                                           | Duración |  |
| 7.     | «Mary Anne with the Shaky Hand» (Pete Townshend) | 3:17     |  |
| 8.     | «Heaven and Hell» (John Entwistle)               | 3:33     |  |
| 9.     | «Here for More» (Roger Daltrey)                  | 2:27     |  |
| 10.    | «I Don't Even Know Myself» (Pete Townshend)      | 4:59     |  |
| 11.    | «When I Was a Boy» (John Entwistle)              | 3:30     |  |
| 12.    | «Bargain (Live)» (Pete Townshend)                | 6:18     |  |